# Eosipho poppei
Eosipho poppei là một loài ốc biển, là động vật thân mềm chân bụng sống ở biển trong họ Buccinidae.

## Miêu tả
Loài này có kích thước giữa 30 mm and 65 mm

## Phân bố
Loài này phân bố dọc theo Philippines.

## Hình ảnh

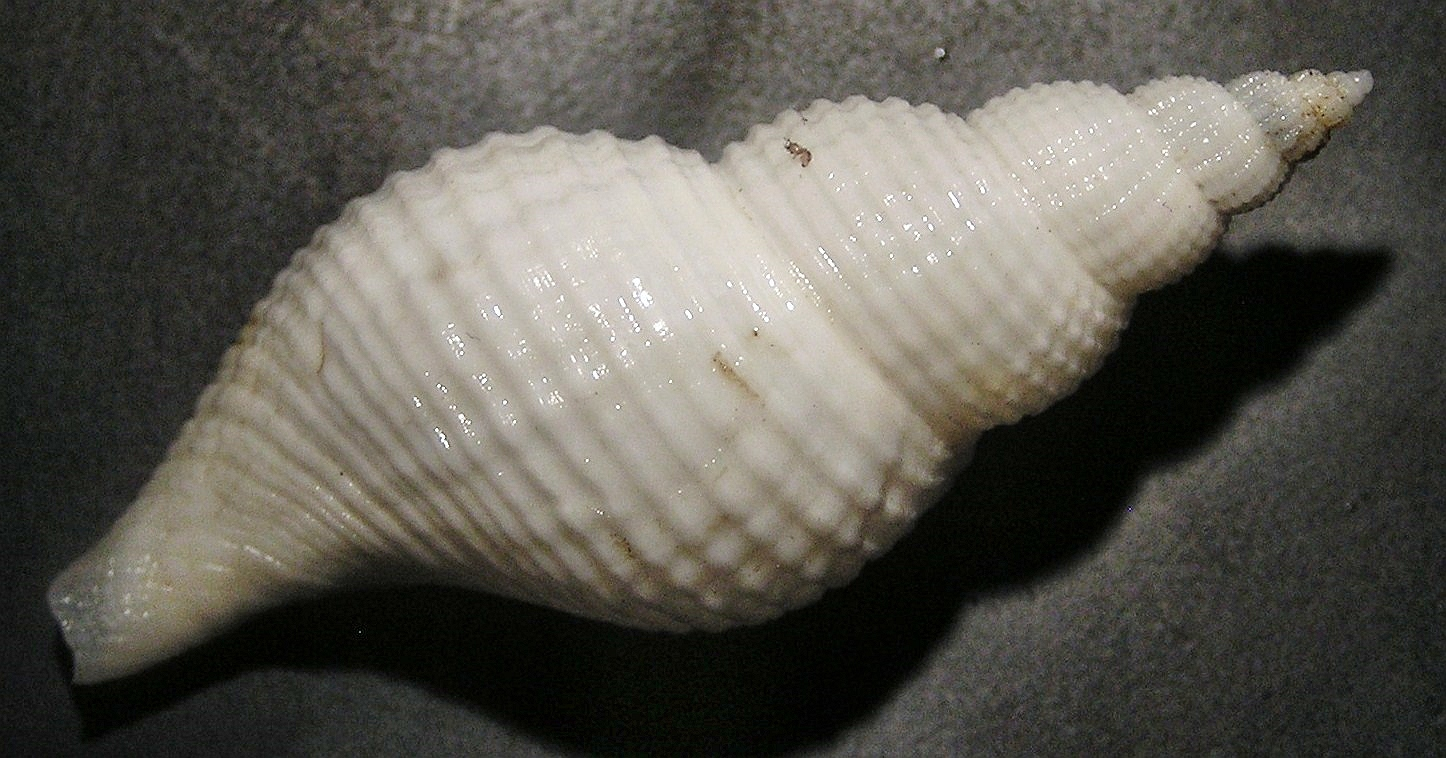